# Relativizmus
A relativizmus (a latin relativus szóból, jelentése viszonylagos) az emberi megismerés viszonylagosságát, feltételességét és szubjektivitását hangoztató filozófiai ideológia.

## A relativizmus tanításai
A tudás viszonylagosságából kiindulva a relativizmus hívei tagadják hogy a tudás megismerése objektíven történne, és úgy vélik hogy az emberi tudásban nem az objektív világ tükröződik vissza. Ez a felfogás már Gorgiász ókori görög gondolkodó filozófiájában is határozott formában megjelent, bár ebben még pozitív szerepet töltött be a dialektika fejlődésének tekintetében. Általában véve azonban a relativizmus a tudományos és a szubjektív idealista rendszereket jellemzi.

## Külső hivatkozások
- Allen Wood: Relativism Archiválva 2010. június 25-i dátummal a Wayback Machine-ben (Pdf)